# Шумяч
Шу́мяч (укр. Шум'яч) — село в Турковской городской общине Самборского района Львовской области Украины.
Расположено в 6 км от города Турка.
Через село протекает река Литмир.
Село основано в 1553 году солтысом Федьком Борисковичем.